# Departamento de Transporte de Nueva Jersey
El Departamento de Transporte de Nueva Jersey o New Jersey Department of Transportation (NJDOT) es la agencia encargada en todo lo relacionado con el transporte en el estado de Nueva Jersey. Su principal jefe es el Comisionado de Transporte. El actual comisionado es James Simpson.
La sede del NJDOT está localizada en 1035 Parkway Avenue, Ewing, NJ.
Al 2007, la agencia tenía 3842 empleados.

## Historia
NJDOT fue establecido en 1966 como la primera agencia estatal de transporte en los Estados Unidos. Ha sido desde ese entonces responsable en el mantenimiento y operación del sistema público de carreteras y calles, así como el planeamiento y desarrollo de las políticas con respecto a la red ferroviaria. 
En 1979, con el establecimiento del New Jersey Transit (Tránsito de Nueva Jersey), la división ferroviaria del NJDOT (en la cual apoyó a fundar redes ferroviarias) fue dividida en una nueva agencia.
Hasta 2003, el NJDOT incluía la Division of Motor Vehicles (DMV, División de Vehículos Motorizados), restablecida como una auto agencia del New Jersey Motor Vehicle Commission (MVC, Comisión de Vehículos Motorizados de Nueva Jersey). 